# EMD Fシリーズ

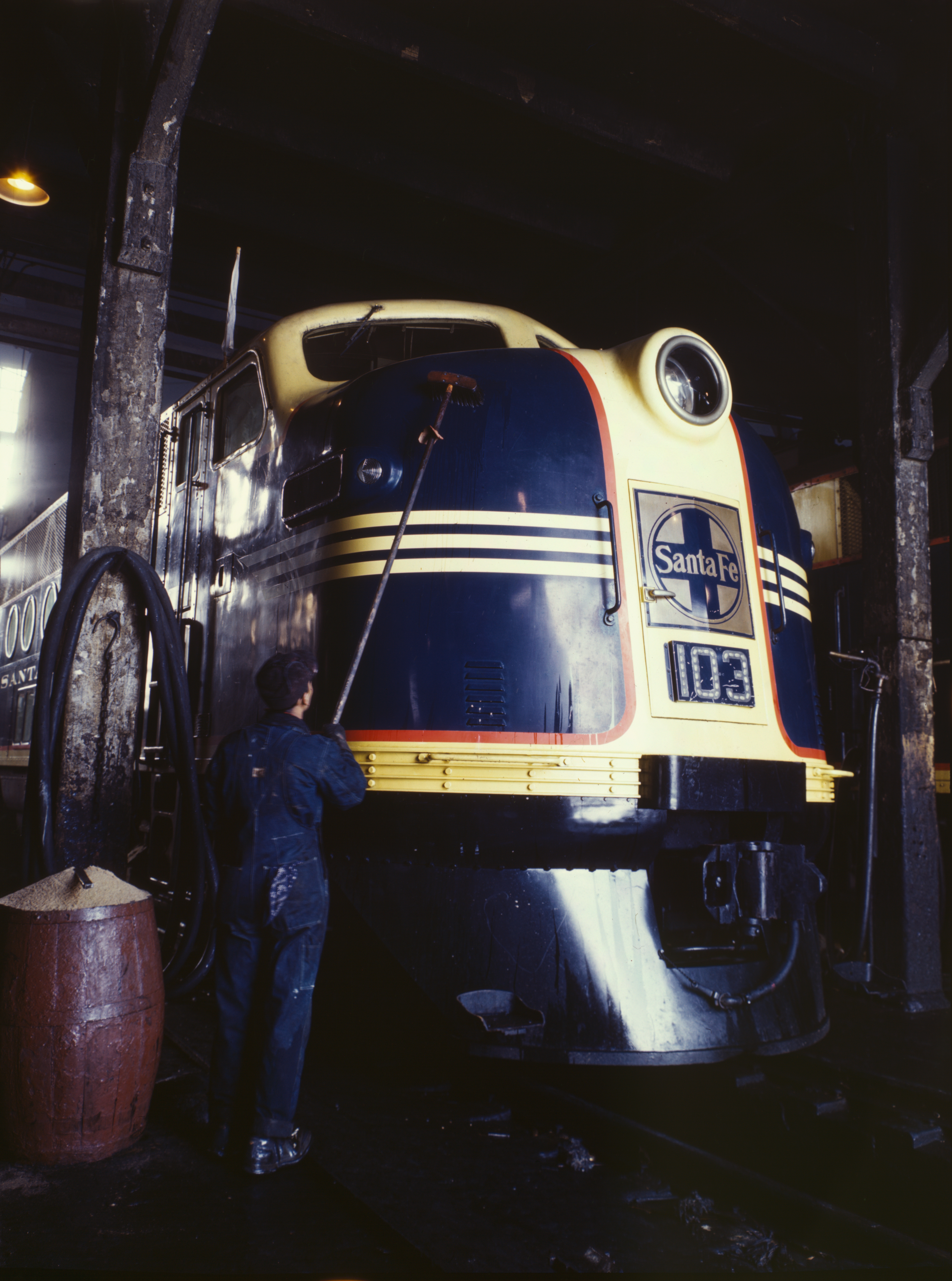
Fシリーズで最初に登場したFTのアッチソン・トピカ・アンド・サンタフェ鉄道所属車。貨物用であるがかなり鮮やかな塗装。

EMD Fシリーズ（EMD F-series、またはFユニット、F-unit）は、ゼネラルモーターズの機関車部門であったエレクトロ・モーティブ・ディビジョン（Electro-Motive Division 略称GM-EMD）が1939年から1960年に製作した電気式ディーゼル機関車。アメリカ合衆国、カナダ、メキシコで使用された。

## 概要

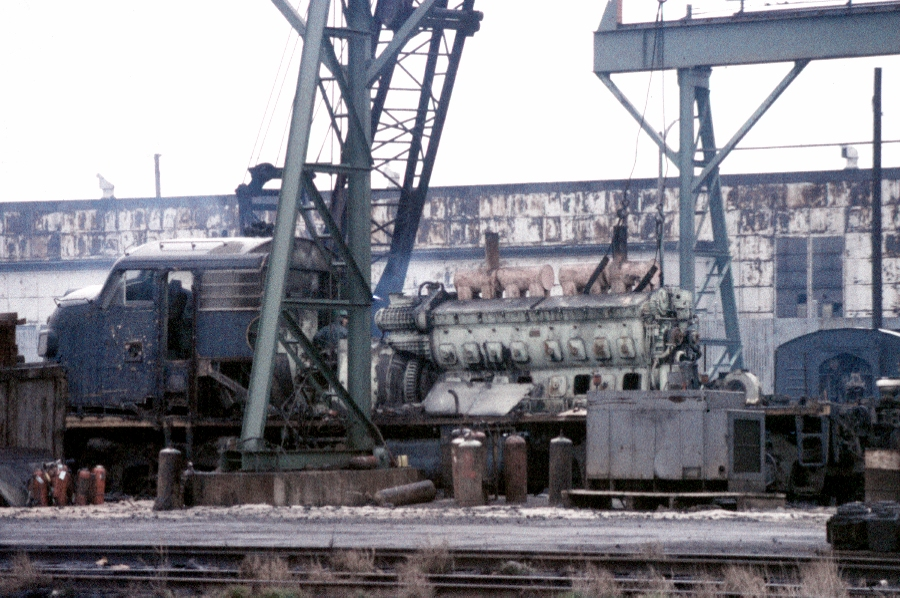
解体中のボルチモア・アンド・オハイオ鉄道のF7。567系エンジンの形状や搭載位置がわかる。

FシリーズのFはfreightの頭文字を表している。この頭文字に示されているように、もともとは貨物列車用として設計されていたが、旅客列車用として使用されることも多かった。この系列の機関車の形式は全てFではじまる。
Fシリーズの軸配置はB-B（2軸×2、FL9のみ重量の関係で車軸への負担を軽減するためB-A1A。）で、ブロンバーグB形台車（ボギー台車）を2つ備えた全軸駆動であった。
発電用エンジンは、2サイクルV型16気筒の567シリーズで、Fシリーズで使用されたのは形式により16-567から16-567D1まで数種類が存在する。
車体はブリッジ-トラス式の一体構造で、台枠と骨組みの両方で車体強度を確保し、外壁のパネル部分のみが非構造材（非応力部材）であった。この構造をキャブ・ユニットといい、Aユニットは前面の形状からブルドックノーズと称された。Fシリーズの後継であるGPやSDシリーズは台枠のみで強度を確保し、車体は表面を被うだけのカウル・ユニットとなっている。
姉妹形式のEシリーズでは形式によって、前頭部の形状及び側面の窓形状が異なるがFシリーズでは最初のFTから最終形式のFL9まですべて同じのためFシリーズの外観は各形式似通った感じになっている。
最終組み立てはイリノイ州ラグレーンジのGM-EMD工場で行われていたが、F7よりカナダ向けの車両はGMDで作られており、製造もオンタリオ州ロンドン工場で行われた。
販売された鉄道会社はアメリカ合衆国に加え、カナダからメキシコの北米の広範囲にわたった他、FP7とFP9はサウジアラビアにまで販売された。
Fシリーズはカバード・ワゴン（幌馬車）と呼ばれることがある。Fシリーズに牽引された列車は、ワゴン・トレインと呼ばれる。この呼称は鉄道ファンの間では未だに良く使われている。こう呼ばれるようになった理由は Fシリーズ機関車の屋根が西部開拓時代に用いられたコネストーガ馬車に良く似ているからである。
Fシリーズはアメリカの第一世代のディーゼル機関車としてはもっとも成功した機関車で、高い信頼性をもとに、貨物列車牽引の分野での蒸気機関車を次々に置き換えていった。

## Fシリーズの各形式
ここでは概要のみ表示。詳細は各形式のページを参照。
FT
製造期間　1939年-1945年
出力　1,350馬力
製造総数　Aユニット555両、Bユニット541両
最初のFシリーズ機関車。
FTは後継機と比較し中央部に丸窓が４つ接近して並んで設置されるなどの特徴がある。
F2
製造期間　1946年
出力　1,350馬力
製造総数　Aユニット74両、Bユニット30両
出力はFTと同じだが、デザインは後のF3(フェイズI仕様)と同様という過渡期の車両。
F3
製造期間　1946年-1949年
出力　1,500馬力
製造総数　Aユニット1111両、Bユニット696両
出力が1,500馬力に向上したFT、F2の後継車両。
製造時期によって外観が変化しておりフェイズI〜IVに分かれる。なお、フェイズIIは側面の形状から「chicken wire」とニックネームがつけられた。
また、F7と同じ電動機を備えたものがあり、F5と称される事がある。
F7
製造期間　1949年-1953年
出力　1,500馬力
製造総数　Aユニット2366両、Bユニット1483両
出力はF3と同様だが、電気関連機器のグレードアップが図られたF3の後継車両でFシリーズ中もっとも多く製造された。
製造時期によって外観が変化しておりフェイズIと1フェイズIIに分かれている。なお、F7のフェイズの違いはF3のフェイズの違いより外観の変化は少ない。
FP7
製造期間　1949年-1953年
出力　1,500馬力
製造総数　Aユニット379両
F7の旅客版でAユニットの車体を1.2ｍほど延長し、蒸気発生器用の水タンクを搭載した車両。
F9
製造期間　1954年-1960年
出力　1,750馬力
製造総数　Aユニット87両、Bユニット154両
567Cエンジンの使用により出力が1,750馬力となった。
FP9
製造期間　1954年-1959年
出力　1,750馬力
製造総数　Aユニット90両
FP7と同様の旅客用F9。
FL9
製造期間　1956年-1960年
出力　1,750/1,800馬力
製造総数　Aユニット60両
ニューヨーク・ニューヘイブン・アンド・ハートフォード鉄道向けに製作されたディーゼル・電気併用の機関車。

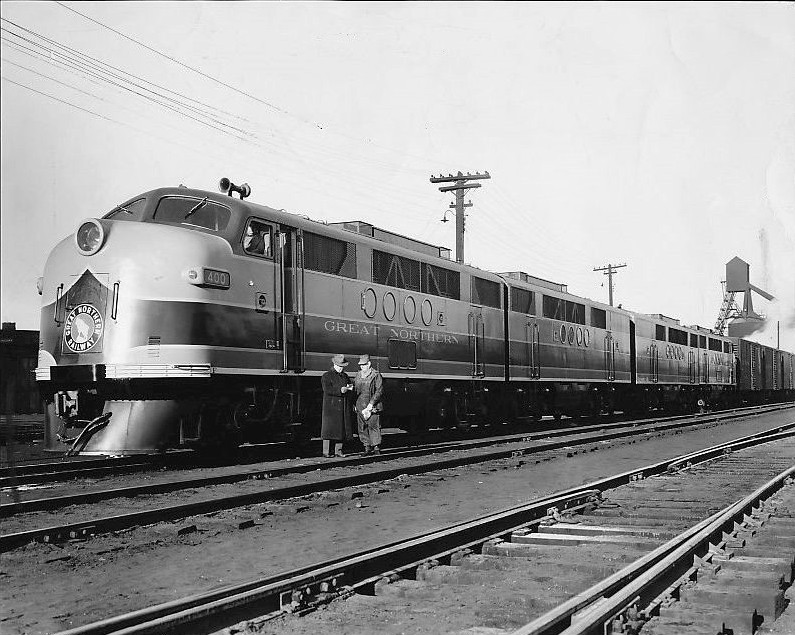
グレート・ノーザン鉄道のFT。FTタイプ特有の中央部に丸窓が4つ接近して並んでいるのがわかる。
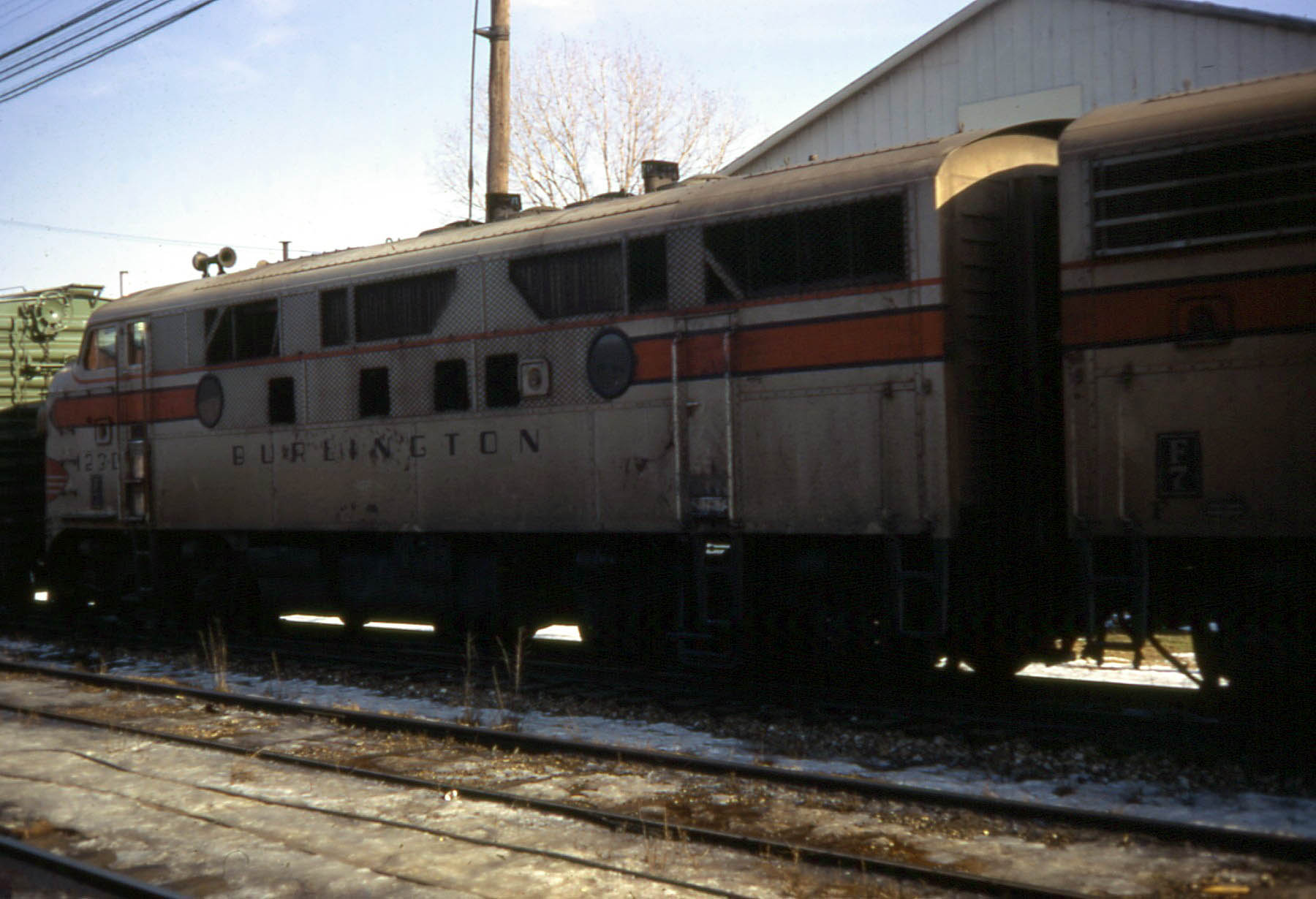
CB&QのF3。「chicken wire」とニックネームがつけられたフェイズIIに該当。妻面にはF7 フェイズIの途中まで設けられていた屋根ヒサシの様子もわかる。
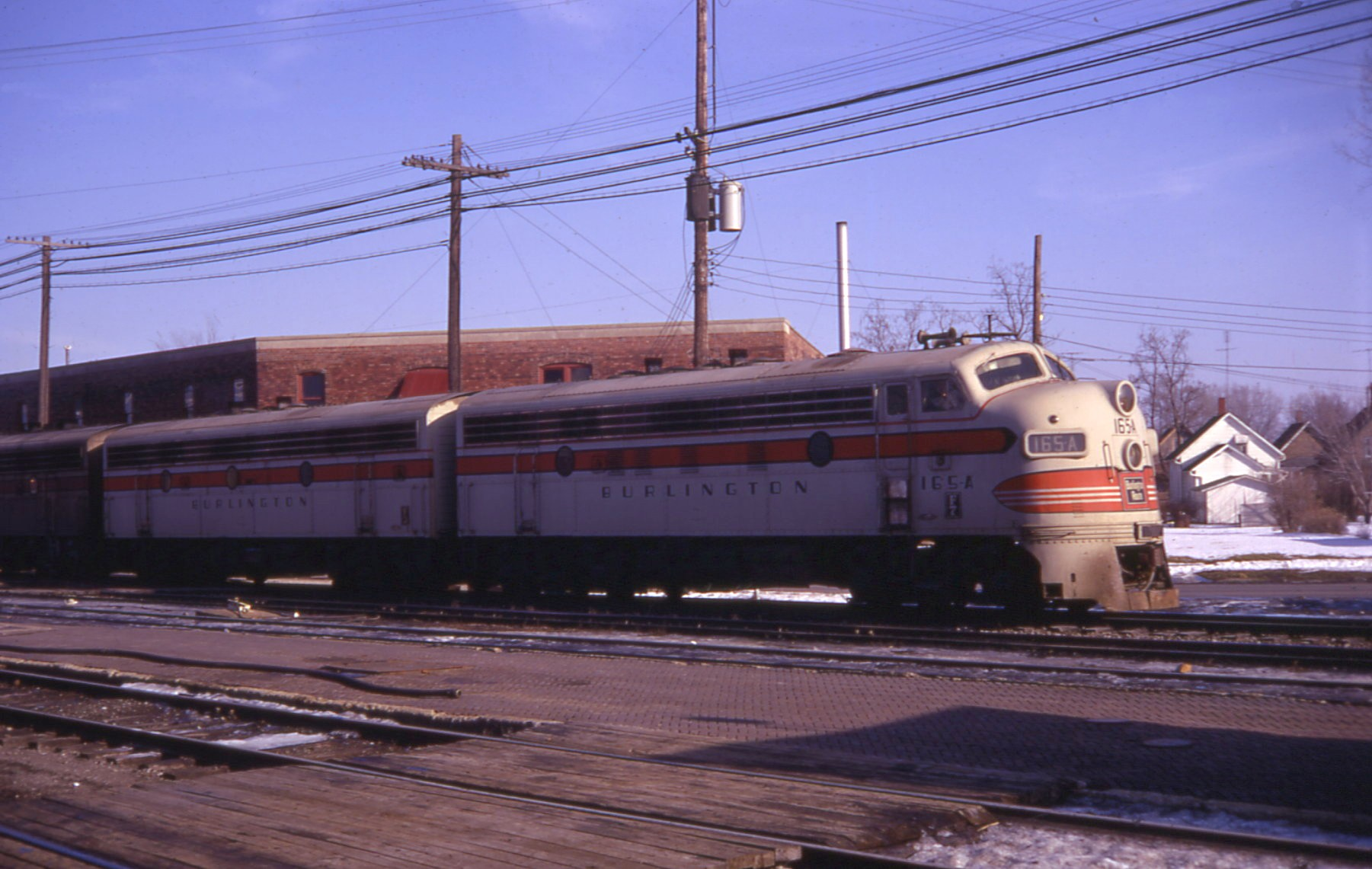
CB&QのF7 A - Bユニット。A・Bユニット合わせて3,800両以上製造とFシリーズ中最も多く製造された形式。（ イリノイ州ゲイルズバーグ, 1968年）
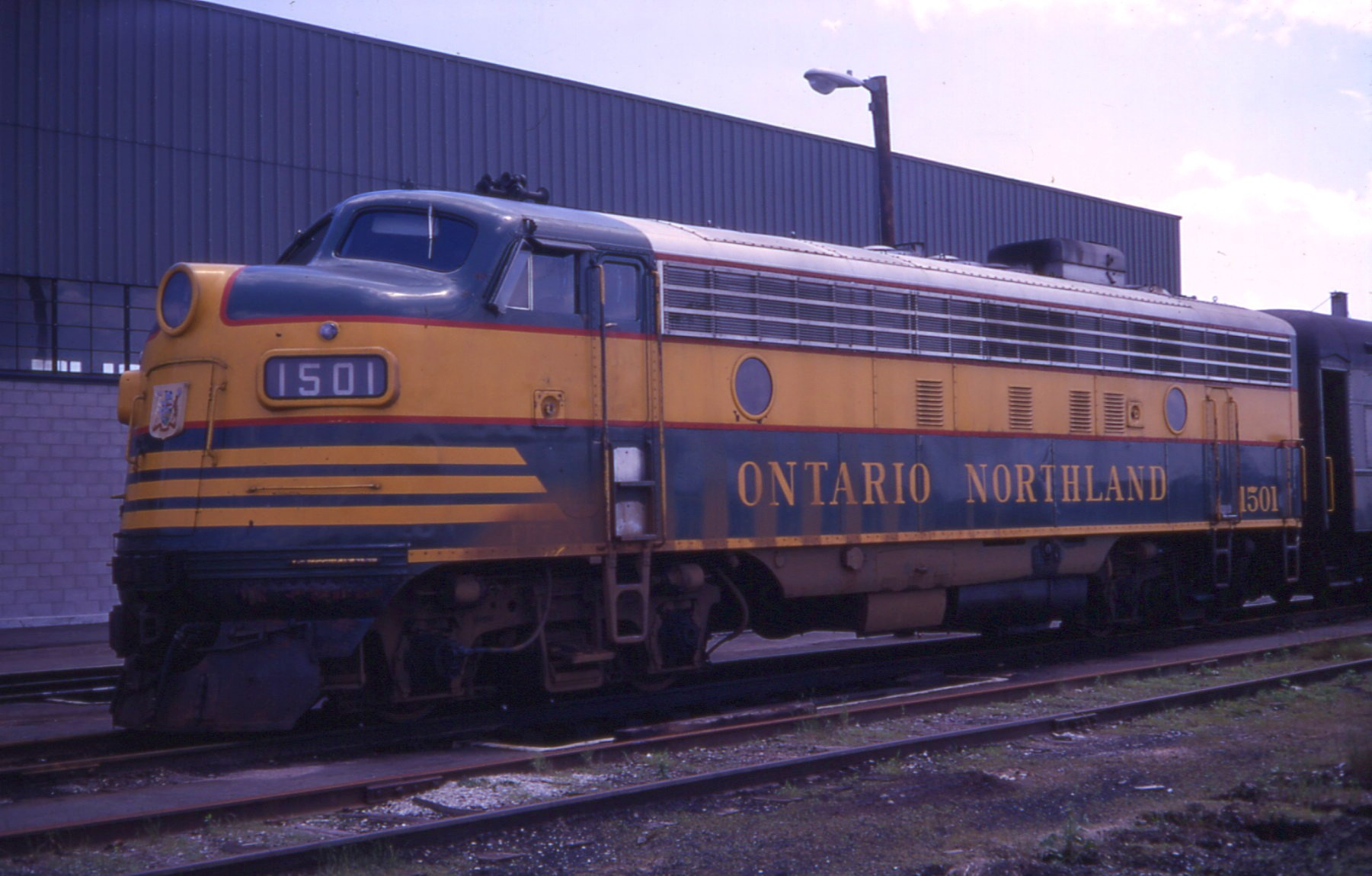
Ontario Northland RailwayのFP7。F7と比較し全長が伸びたので運転室寄りの丸窓とフィルター格子の間隔がF7より広くなっている。
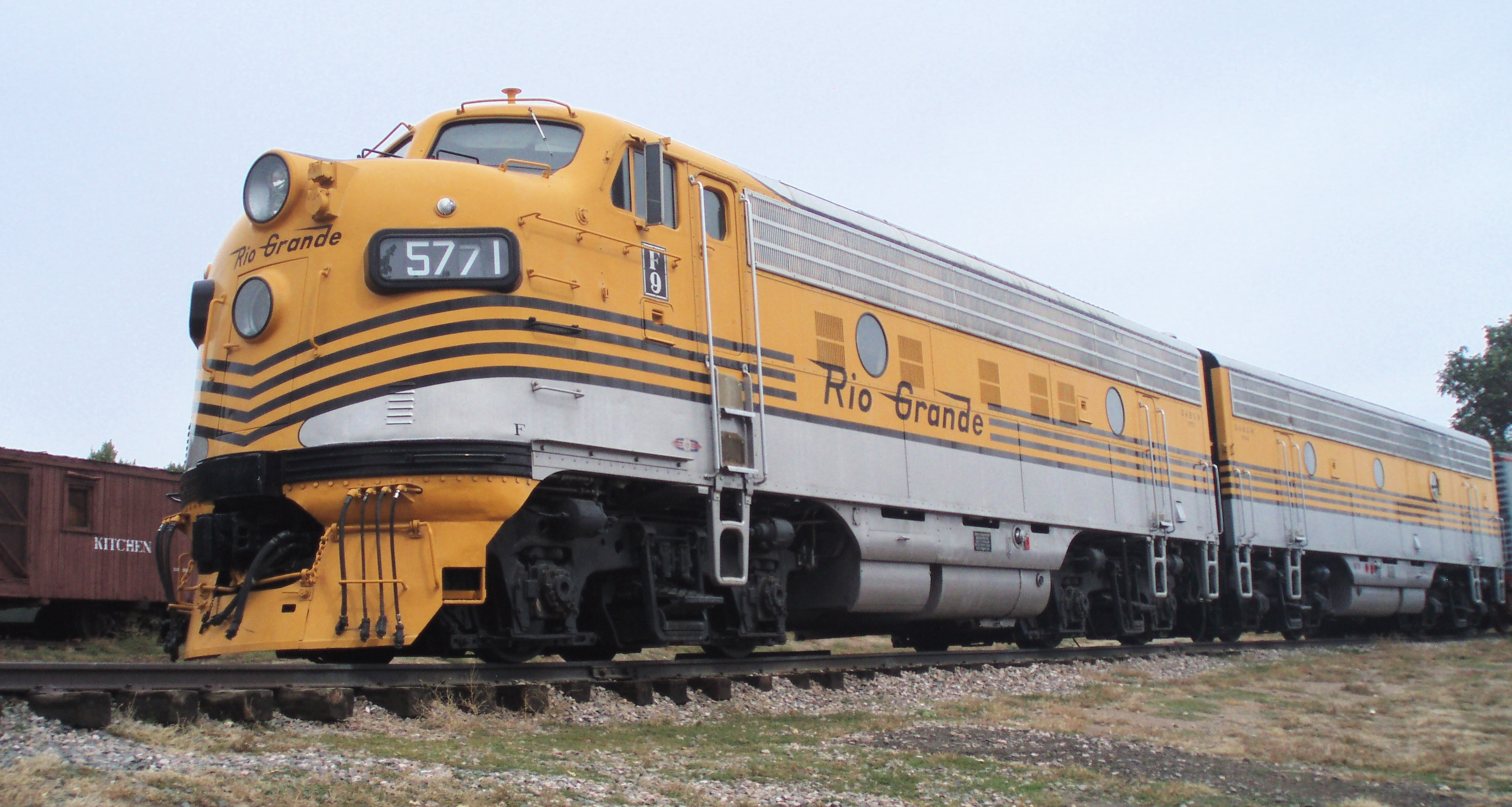
コロラド鉄道博物館に保存されているF9-5771号。F7と比較し側面のフィルター格子が1つ追加され、5つ設置されている。
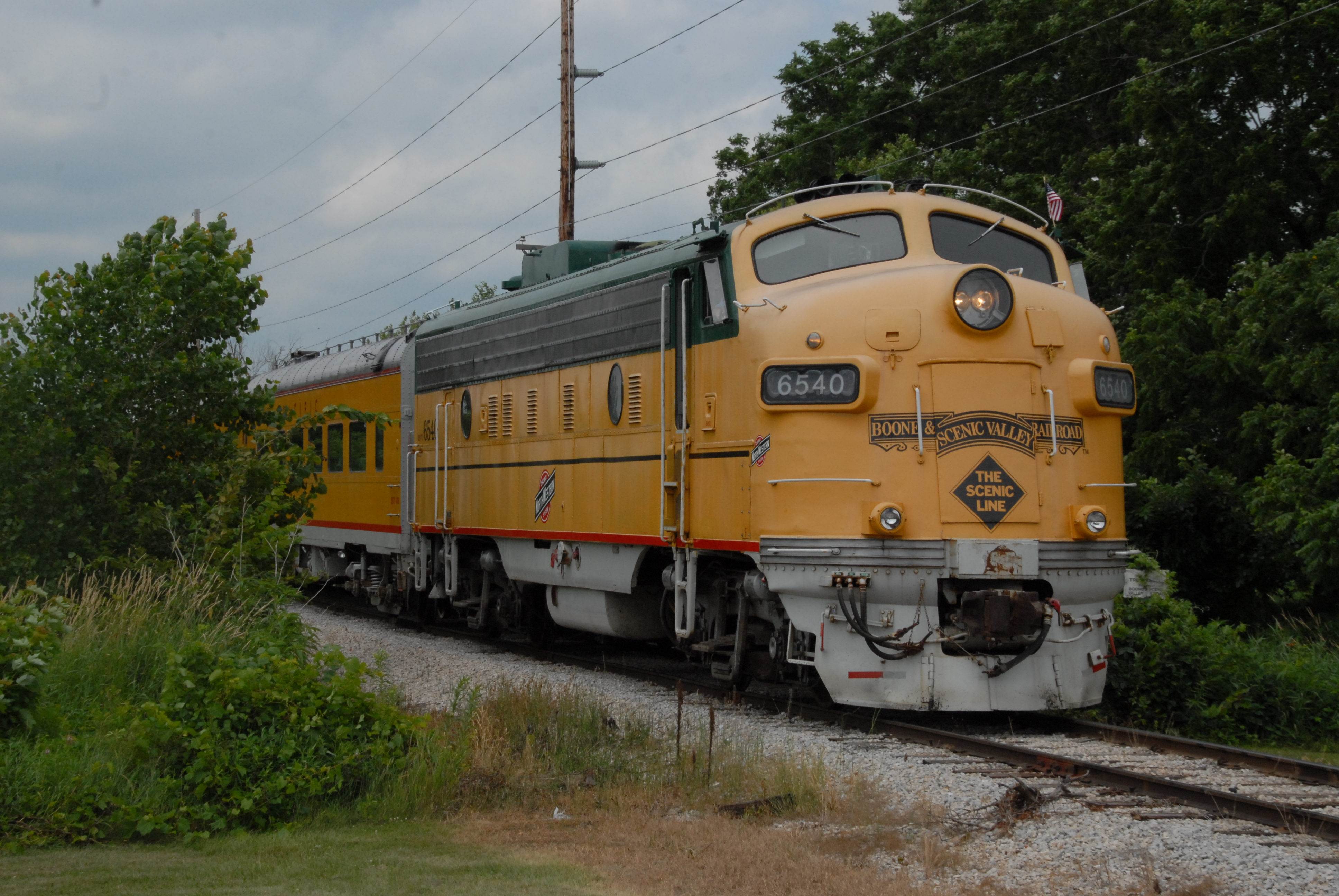
Boone and Scenic Valley Railroadに保存のFP9-6540号。F9同様に側面フィルターが5つ設置されているが、形状がF7フェイズIタイプまでの横向き形状。
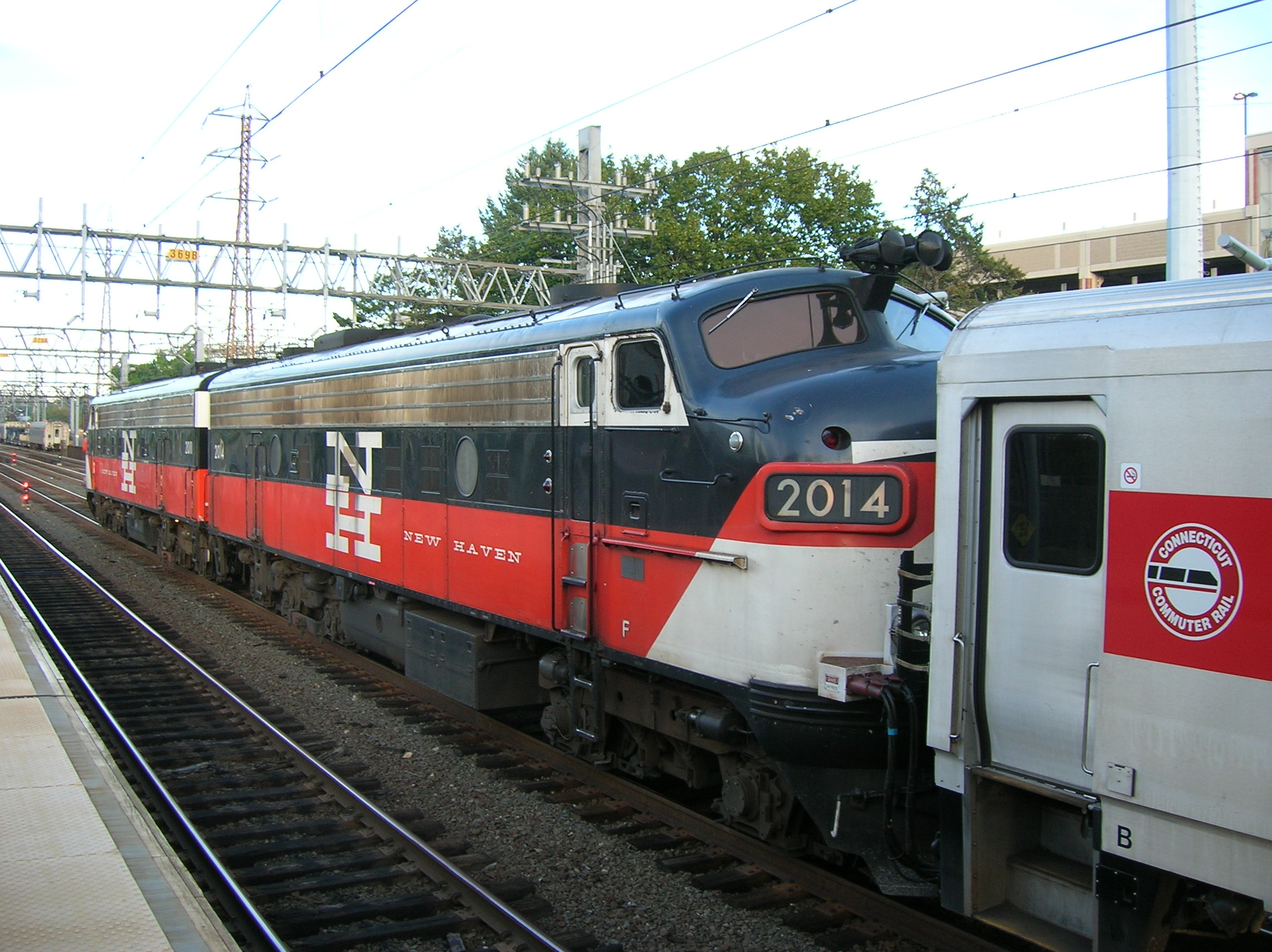
メトロノースで運用中のFL9重連。電気モーターを搭載しているのでFシリーズ中、一番車体が長くかつ後ろ側の台車が3軸のA1Aで集電靴が付いている。

## 改造形式

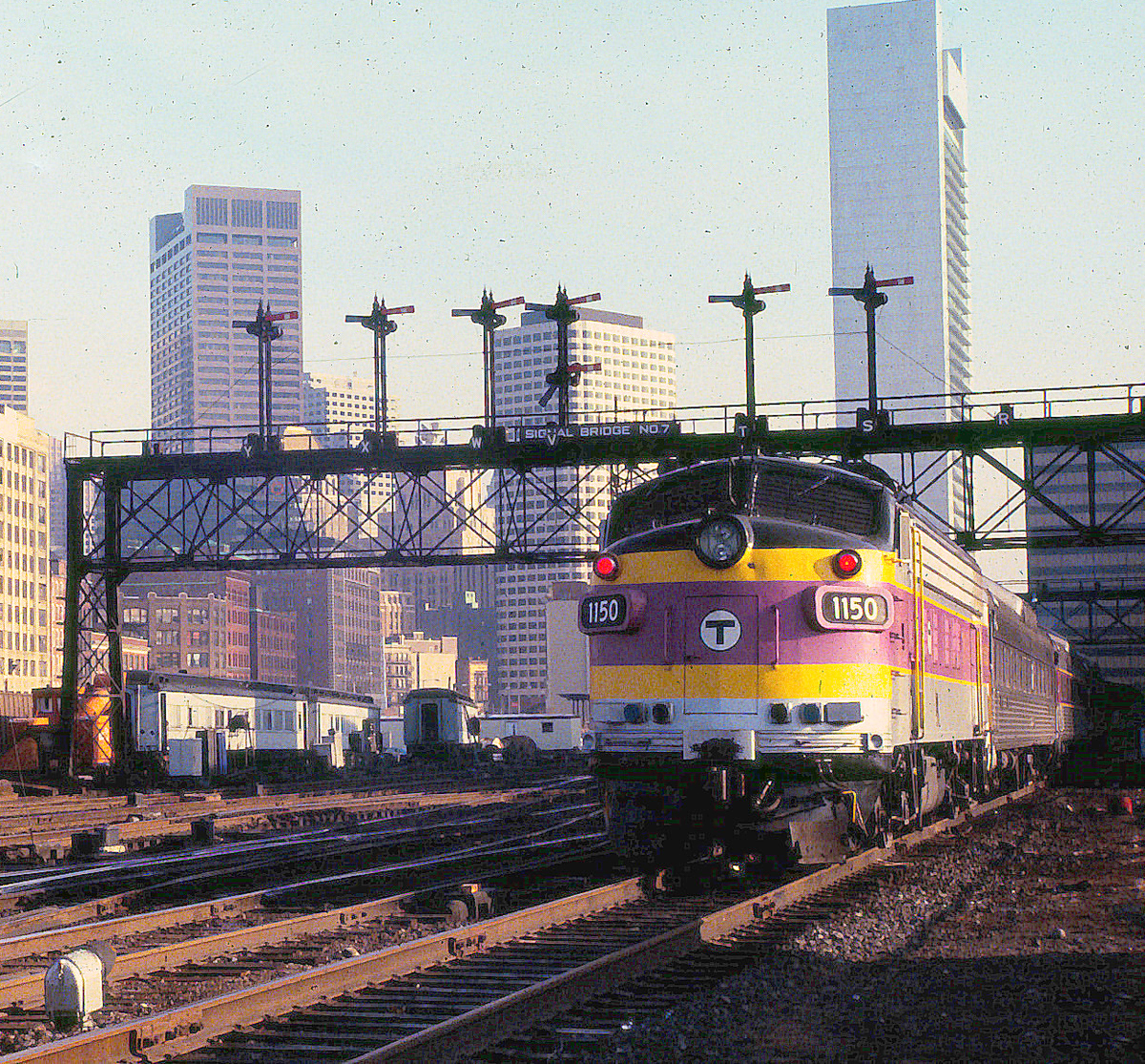
改造形式の1つ、マサチューセッツ湾交通局のFP10。通勤列車を牽引している。

以下の形式は後年の改造によって誕生した形式である。
FP10(F10)
マサチューセッツ湾交通局に所属していたF3を主に後年エンジンを改良し、F9と出力を同じにしたものはFP10(F10)と称される。
詳細はF3のページ内にあるFP10(F10)を参照
F9改造車(F9PH)
1,500馬力のF3およびF7を再構築または改造してF9と同じく1,750馬力にした車両があるが、これらの車両はF9PHと称されることがある。
詳細はF9のページを参照。
FP9ARM
VIA鉄道に所属したFP9の内、567系エンジンから645系エンジンに交換し、出力を1,800馬力にした車両はFP9ARMと称される。
詳細はFP9のページを参照。
FL9AC
メトロノース鉄道で活躍したFL9の内、一部の車両は保守の軽減を目的にAC駆動化され、FL9ACと称された。エンジンも567系エンジンから710系エンジンに交換されており、3,000馬力となった。
詳細はFL9のページを参照

## 旅客列車の牽引
Fシリーズはその名称が貨物、即ち'Freight'の頭文字に由来することからわかるように、貨物列車の牽引用に製作された機関車であるが、かなりの両数が旅客列車の牽引にも使用された。最初のFTは旅客列車の暖房用の蒸気発生装置を持たなかったが、Bユニットの後部には空きスペースがあり、いくつかの鉄道会社ではここに蒸気発生装置を設置した。
サンタフェ鉄道では1945年に旅客列車牽引に対応したFT-167号の4重連(A+B+B+Aユニット)がエル・キャピタンを牽引した実績もある。(実際の編成はエル・キャピタンの項目を参照)
この事例を参考に、GM-EMDはF3の販売時に、蒸気発生装置をオプションで取り付け可能とした。これらの蒸気発生装置は車体後部に設置され、車体後部の排気口と安全弁で見分ける事ができる。
Fシリーズの旅客運用は山岳路線でよく見られた（EMDも山岳地帯での使用を推奨していた）。Eシリーズ（旅客用、1800馬力、車軸配置A1A-A1A）の3連とFシリーズ（車軸配置B-B）の4連は同じ5400馬力であったが、動軸数が前者では3両で12軸であるのに対し、後者は4両で16軸と多いことから、1軸あたりの動輪周出力が低くなり、空転の発生が少ない。また、ほぼ同車重のEシリーズは電動機を持たない遊輪があるため動軸重がFシリーズより小さく、全車軸に車重がかかるFシリーズは粘着力で勝り、牽引力も大きかった。
当初から旅客牽引向けに設計されたFP7とFP9も後年登場した。また、Eシリーズとの併結も見られた。
FTの時よりFシリーズを貨客両方に使用したサンタフェ鉄道のスーパー・チーフやエル・キャピタンの牽引の他、バーリントン鉄道、デンバー・アンド・リオグランデ鉄道 、ウエスタン・パシフィック鉄道の3つの鉄道会社が所属するF型が交代で運用したカリフォルニア・ゼファー等の長距離列車の牽引に加え、通勤列車や短距離列車での使用も盛んであった。これらの任務では特にF7が多用された。

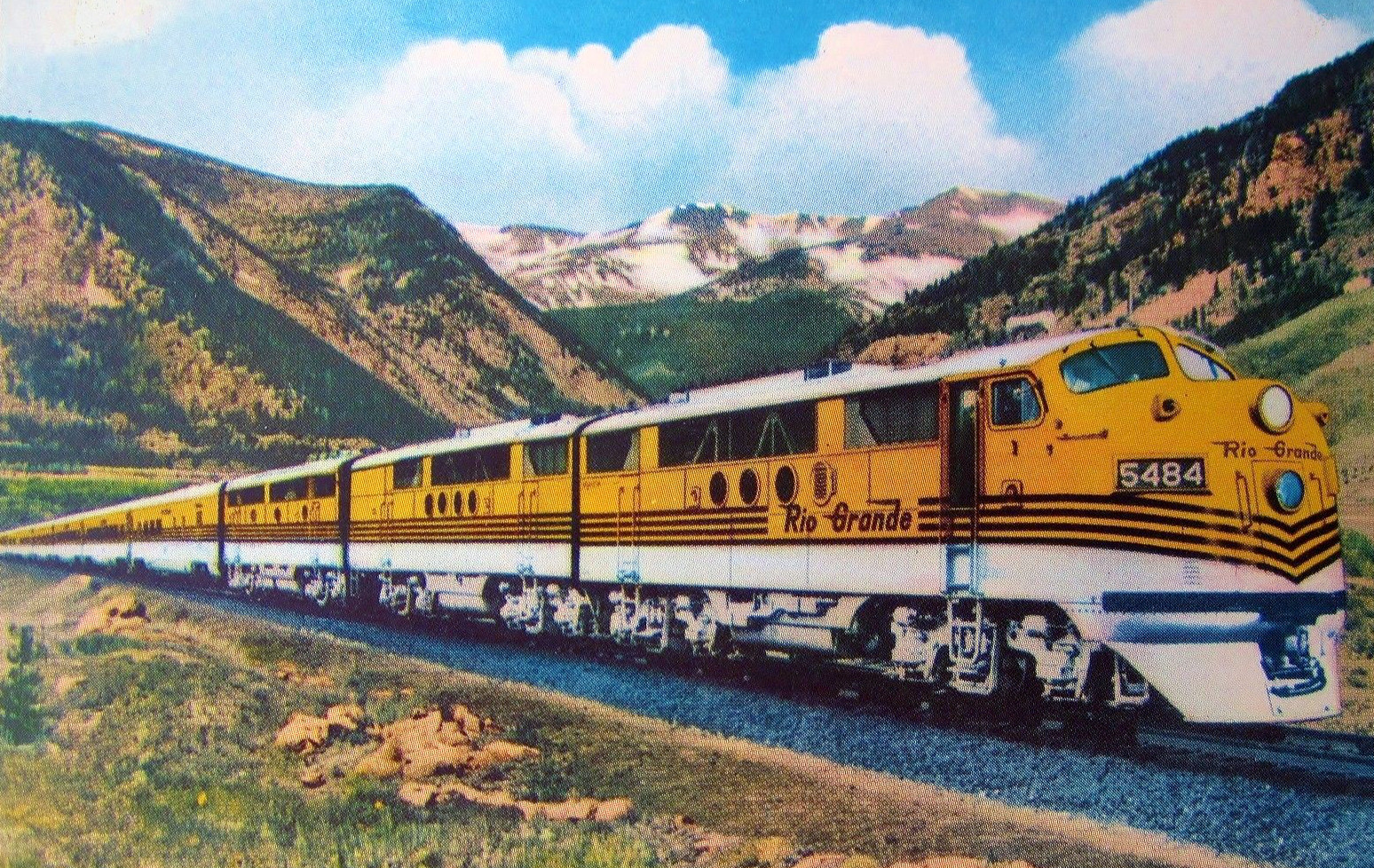
デンバー・アンド・リオグランデ鉄道のFT-5485号がF3Bユニットとともに牽引するプロスペクター号。ナンバーボードが改造で大型化されている。
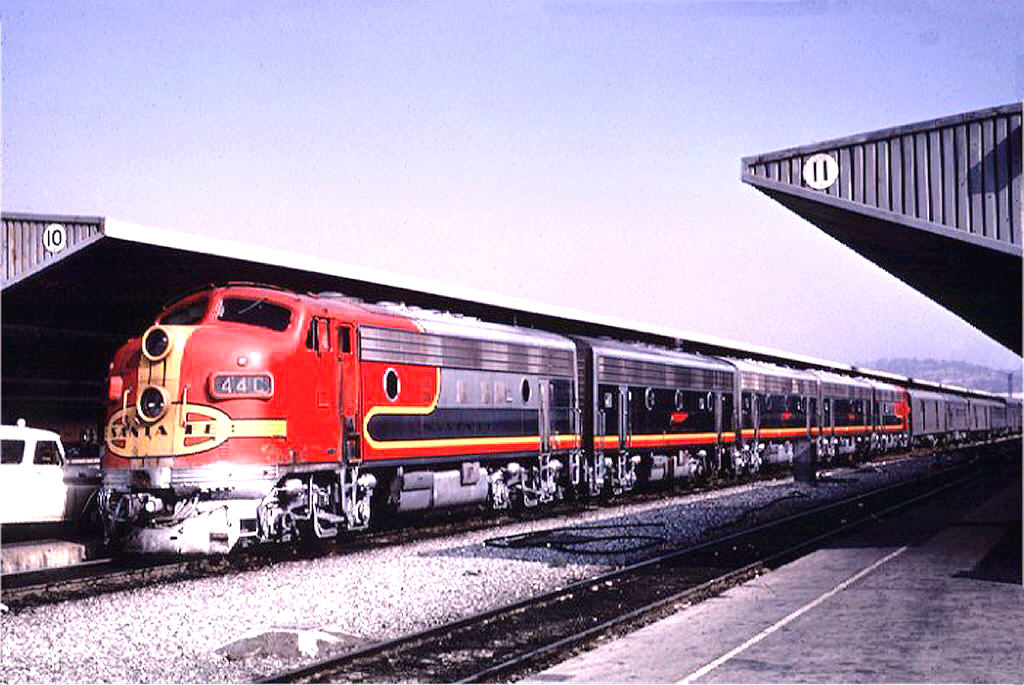
スーパー・チーフとエル・キャピタンの併結列車を牽引するF7の5重連。サンタフェ鉄道はFシリーズを貨客両方に使用した。
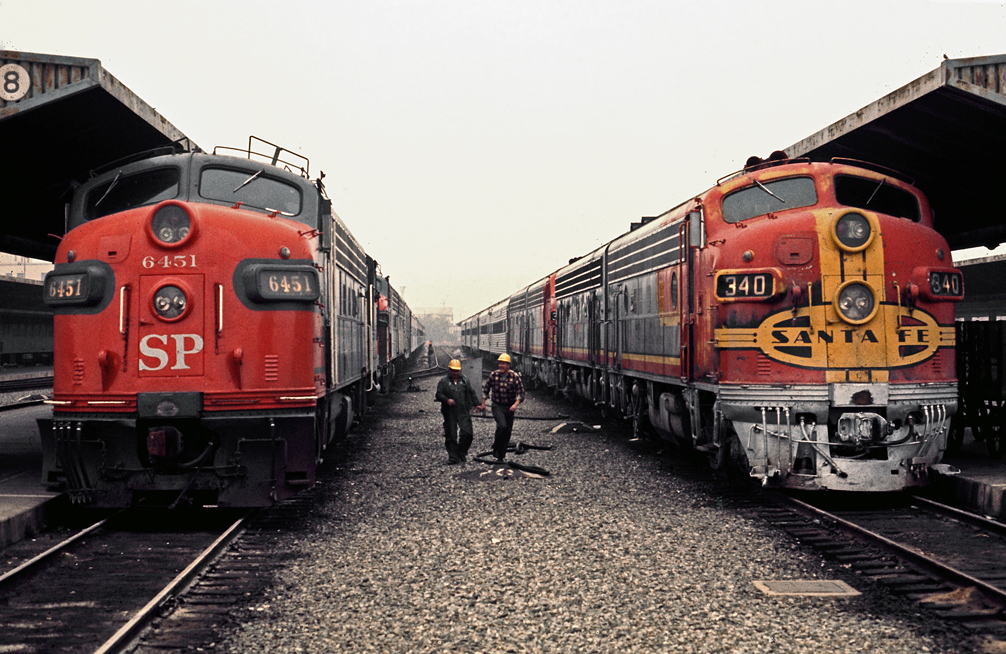
ロサンゼルス ユニオン駅で並んだサザン・パシフィック鉄道のFP7が牽引するサンセット・リミテッド号とサンタフェ鉄道のF7が牽引するSan Diegan号。
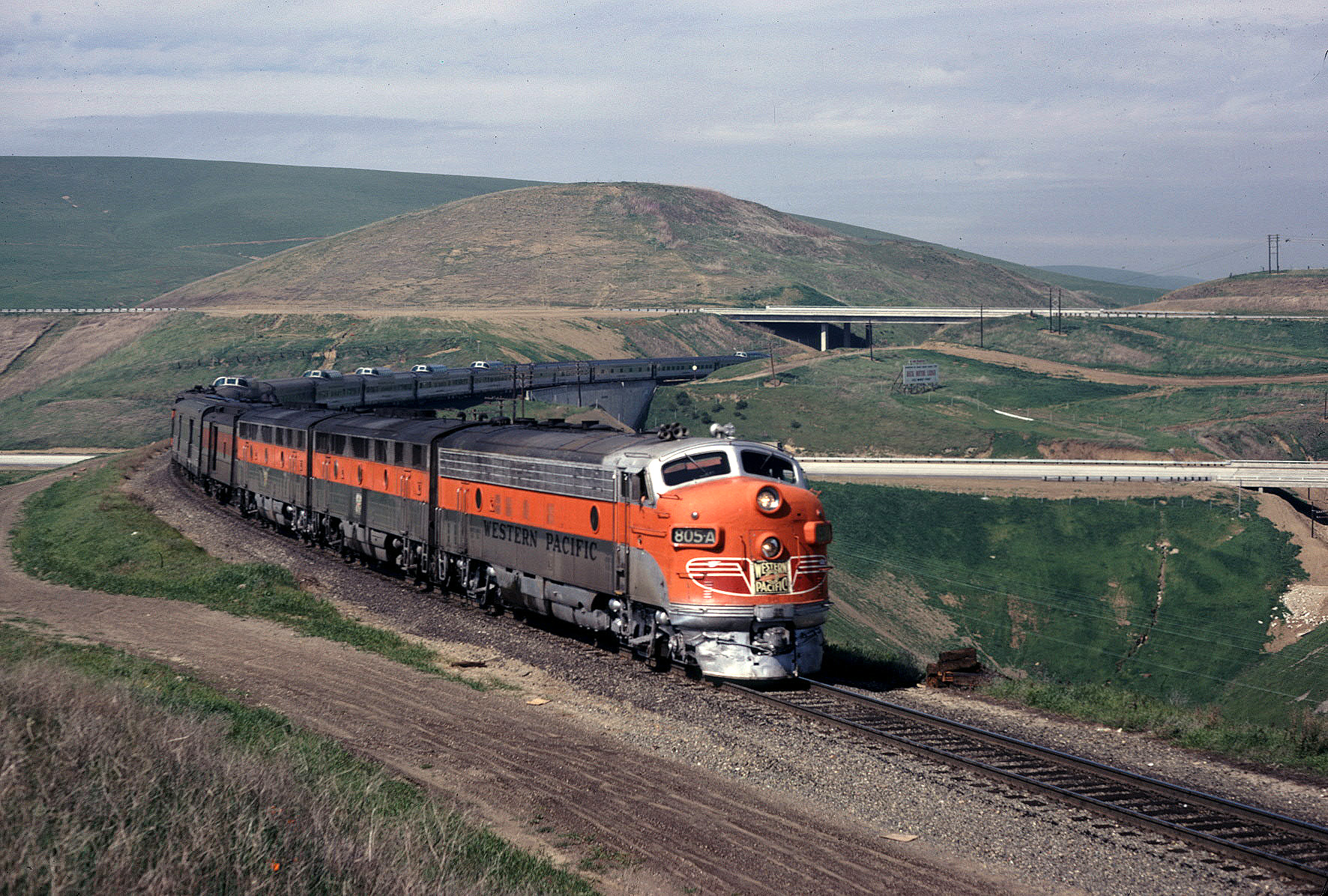
カリフォルニア・ゼファーを牽引するウエスタン・パシフィック鉄道のFP7-805A号
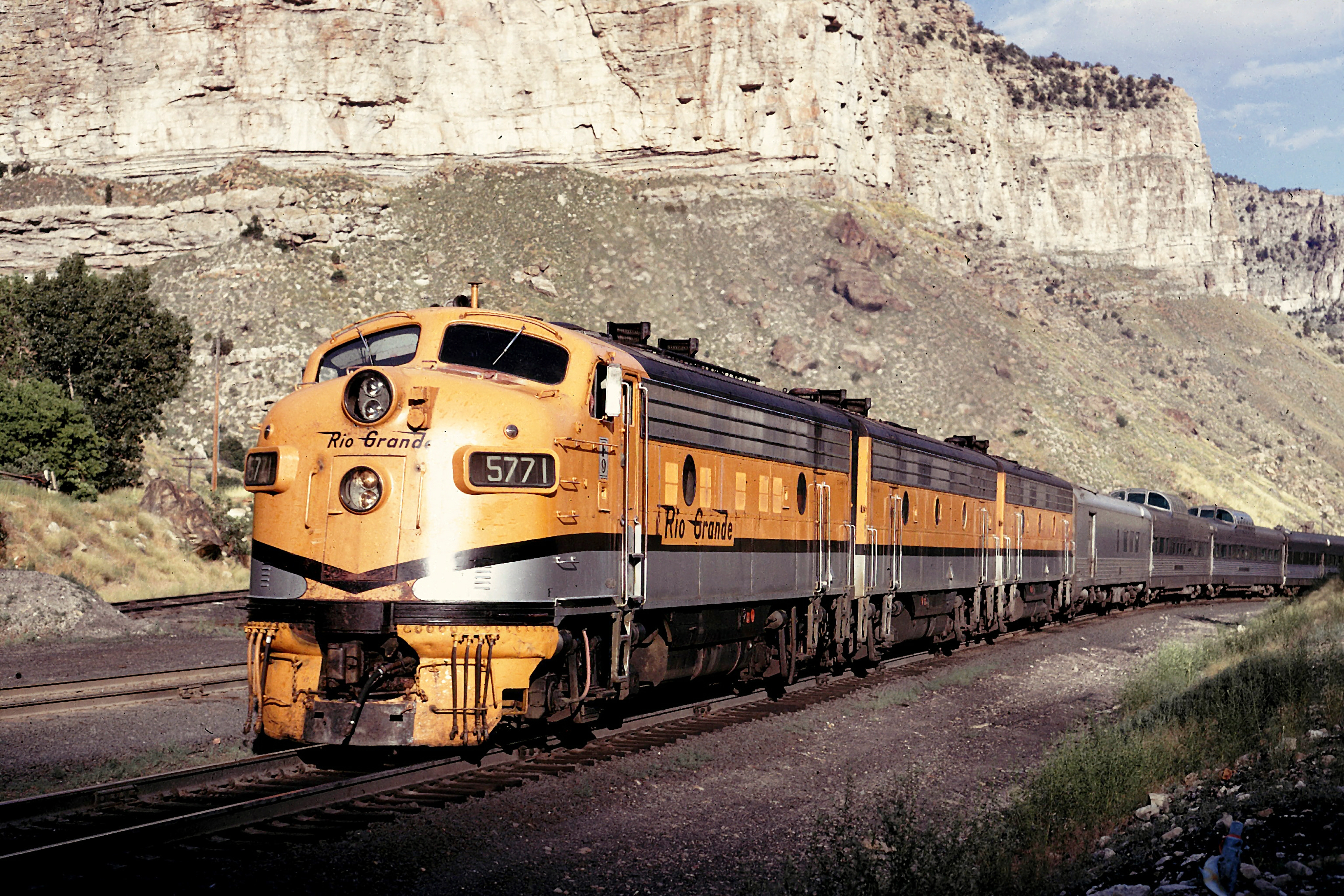
ロッキー越えの部分を担当するデンバー・アンド・リオグランデ鉄道のF9-5771号が牽引するカリフォルニア・ゼファー
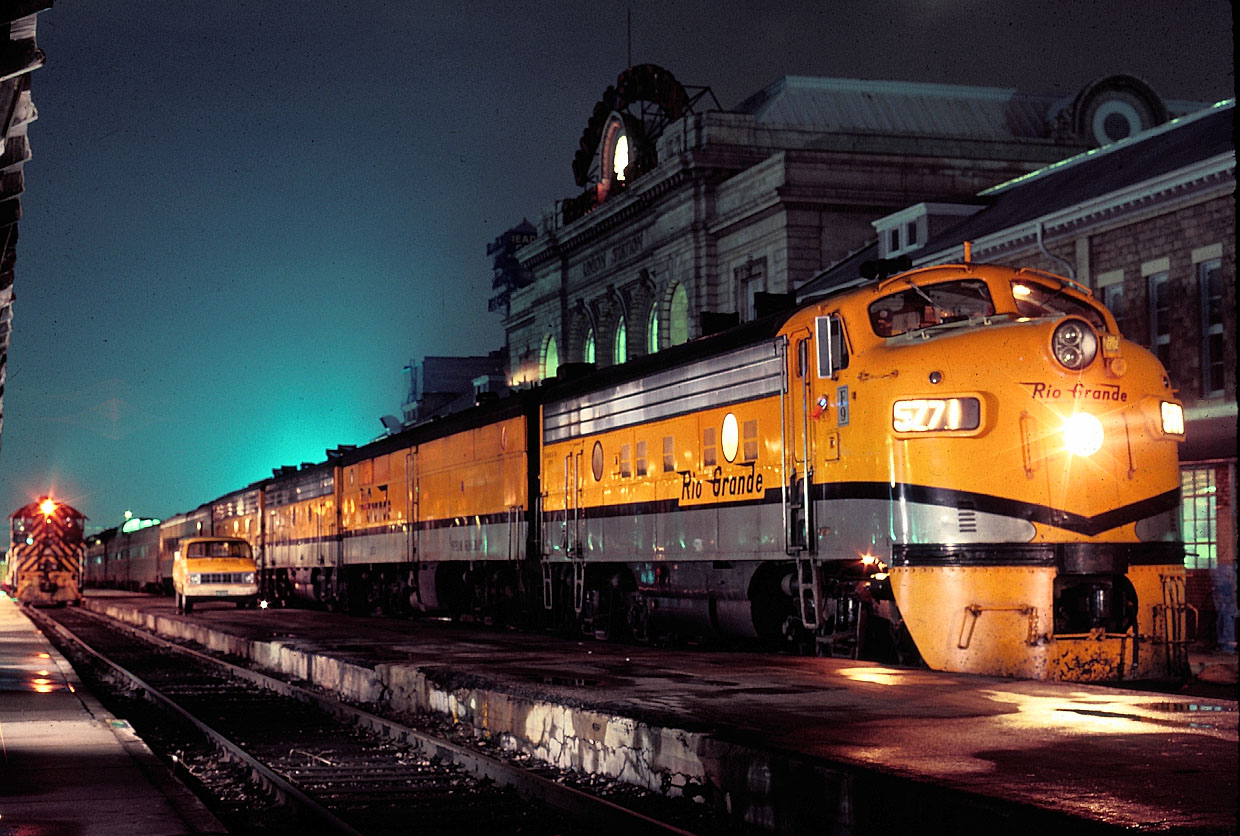
リオグランデ・ゼファー号を牽引するF9。2両目はEシリーズのBユニットが連結されている

## オプション装備
Fシリーズには、鉄道会社のニーズに合わせて選択できる以下の装備があった。

### ダイナミックブレーキ
ダイナミックブレーキとは、力行時とは別の回路で主電動機を抵抗器に繋いで発電させ、その抗力を抑速に用いる発電ブレーキで、急勾配が存在する路線の運行や山岳地帯の鉄道会社で取り付けられた。

### スカート
スカートは見栄え重視の旅客形と、実用性重視の貨物形の2種類から選択することができた。
旅客形スカートはEシリーズのものと同様で、ノーズのカーブに合わせたスムーズな形状になっていて、ヘッドランプからスカートの先まで一体感のあるデザインを構成していた。連結器の収納スペースも設けられ、機関車が先頭に立つ場合、そこに連結器を隠すことができた。
貨物形スカートは、ノーズよりも内側に設けられ、連結器やブレーキホースは剥き出しの構造になっていた。
また、グレート・ノーザン鉄道等寒冷地を走る鉄道向けのF7にはスノープラウ形のスカートも存在する。

### その他
その他のオプションとしてAユニット前面に設置された貫通扉にライトを設置することが可能で、上記写真のように2灯形にしたり、グレート・ノーザン鉄道やアラスカ鉄道向け等、寒冷地向けに納品された車両には屋根の排気ファンに保護カバーが設置されるなど鉄道会社によりさまざまなオプション装備がなされた。
当初オプションだったものがその後、標準装備になったものとして正面の点灯式大型ナンバーボードがある。FT～F2までの点灯式ナンバーボードはclassification lightsと呼ばれるライトと一体になった側面に小型のタイプのみだったので、オプションでAユニットの貫通扉や側面にナンバーボードを別に取り付けることができた。(FTの写真も参照)F3より正面の点灯式大型ナンバーボードがオプションで付けられるようになり、classification lightsは大型ナンバーボードの上に設置されるようになった。正面の点灯式大型ナンバーボードは好評だったためかその後標準装備になり、後年FT等も改造で取り付けられた車両も存在する。

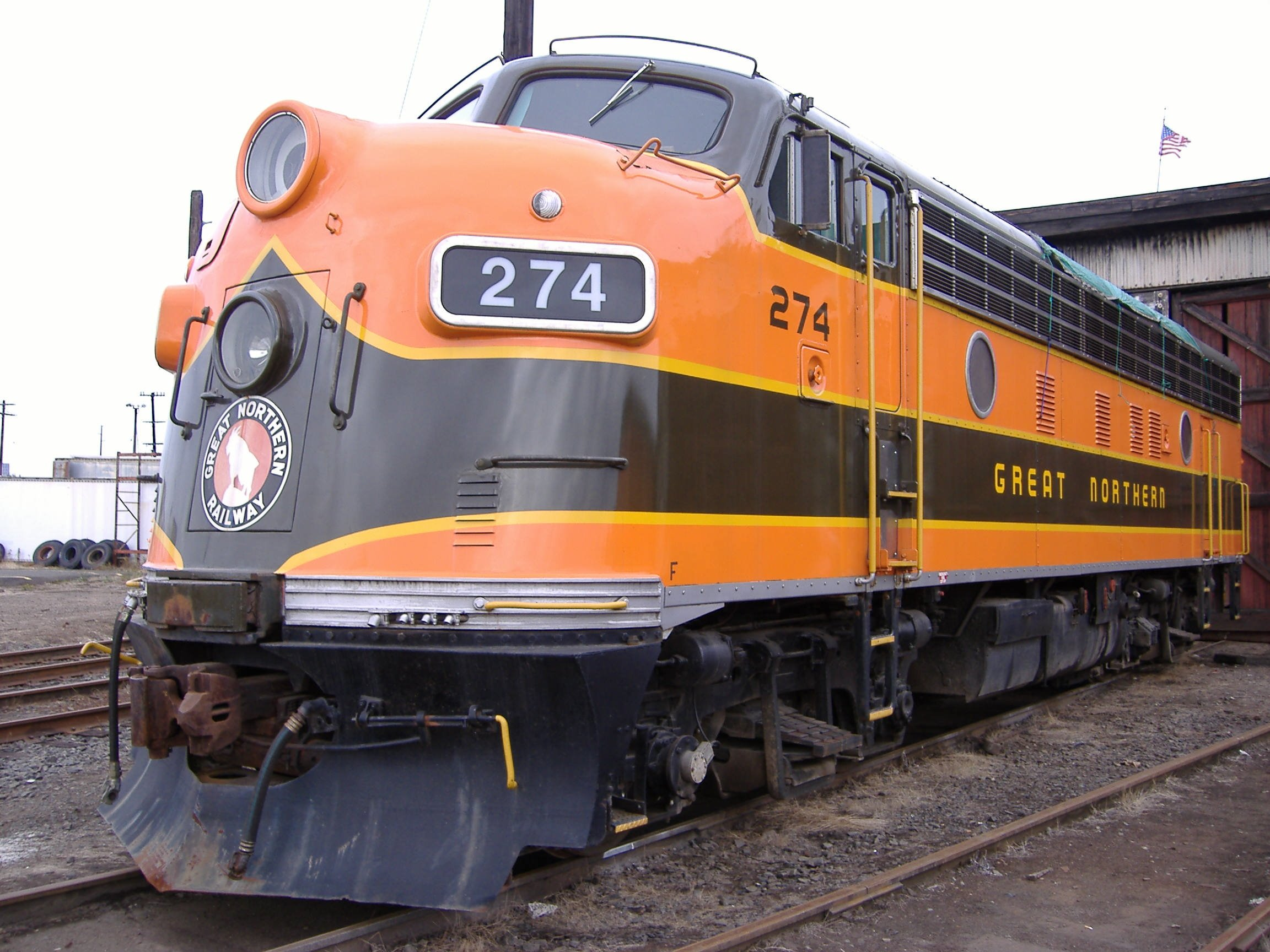
寒冷地を走るグレート・ノーザン鉄道に所属していたF7。スノープラウ形スカートが目立つ。個人保存車。
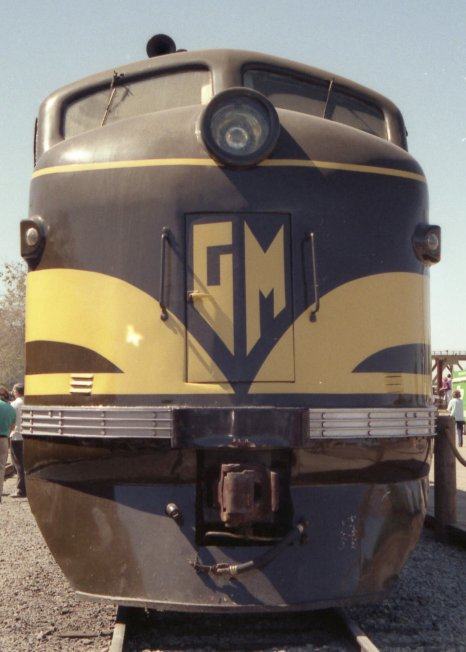
FT-103号。ナンバーボードは側面に小型のタイプのためナンバーが見えない。
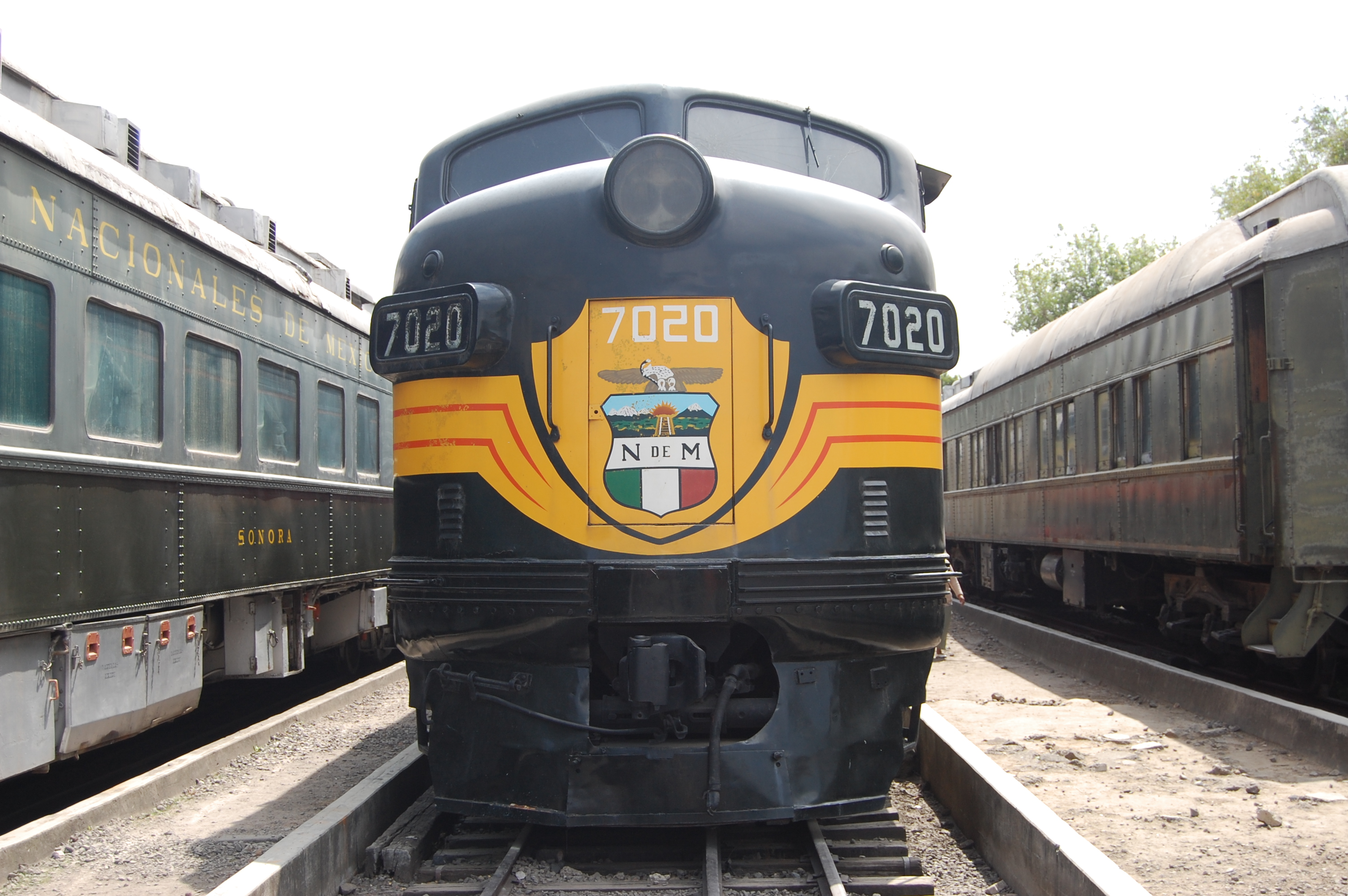
FP9-7020号。ナンバーボードが正面の大型タイプになったので正面からナンバーがはっきりわかる。なお、この車両は旅客型スカートを付けているが連結器はむき出しになっている。

## Fシリーズが登場する作品
アメリカの第一世代のディーゼル機関車でもっとも成功した機関車のため、映画でも登場する機会もあった。その中でも下記2本は特にFシリーズが活躍した。
- 大陸横断超特急 - 映画に登場する特急列車「シルバー・ストリーク」号の牽引機としてカナディアン・パシフィック鉄道のFP7が使用され、最後は駅構内に突っ込んだ。[2]

- 暴走機関車 - 映画に登場する暴走する4重連の回送機関車のうち2両目がアラスカ鉄道所属のF7A。停車するには総括制御している先頭機関車に移動が必要であるが2両目内連結された本機関車が独特な形状に加え、前面のドアが破損して使えなかったため先頭機関車の移動を困難にした。[3]

## 保存車両
Eシリーズ同様に博物館に保存されている車両や観光列車等を牽引している車両も多い。また、アメリカのみならずカナダからメキシコまで幅広く活躍しただけあって広範囲に現存車が存在する。カリフォルニア州立鉄道博物館等のようにEシリーズとともに保存されているケースもある。
詳細は各ページを参照。

## 文献資料(日本語)
- ネコ・パブリッシング
  - RM　MODELS2000年6月号P96~99『スケールイラストで見るアメリカ黄金時代　第3回EMDのFシリーズ』
- 関水金属
  - KATO　NEWS1992年No.46P9~10『American Railroad Stories』

## 文献資料(英語)
- Marre, Louis A. (1995). Diesel Locomotives: The First 50 Years. Kalmbach Publishing Co. ISBN 0-89024-258-5.
- Pinkepank, Jerry A. (1973). The Second Diesel Spotter’s Guide. Kalmbach Books. Library of Congress Catalog Card No. 66-22894.
- Solomon, Brian (2000). The American Diesel Locomotive. MCI Publishing Company. ISBN 0-7603-0666-4.